# 飛雲 (駆逐艦)
飛雲(ひうん：Fei Yuen)は清朝末期に発注された駆逐艦のひとつで、長風級駆逐艦の3番艦である。 同艦が進水した時、清朝はすでに倒されており、中華民国が同艦を継承し、改名を避けるために同安と改名した。 護法艦隊に所属していたが、護法運動の失敗後、渤海艦隊、東北海軍など軍閥の艦隊を渡り歩き、1937年の日中戦争開戦時に青島で自沈。 日本軍はこの船を引き揚げ、砲艦に改造し、同春の名で日本海軍に参加した 。1940年、日本軍はこの艦を汪兆銘政権に引き渡し、1944年末、王政権の一部の海軍将校と部下がこの船を接収して反乱を起こし、煙台付近への上陸を目指し、以後、この艦の行方はわからなくなった。
初代の飛雲は、清朝末期に福建造船局が建造した砲艦だった。

## 設計と概要
清政府は初期に駆逐艦を装備しようとしたが、4隻の海龍級駆逐艦はすべて義和団の乱で連合軍に拿捕された。1909年、清朝は载洵を団長とする遠征隊をヨーロッパ各国に派遣し、軍艦を大量に発注した。 この時、清朝は再び駆逐艦を保有しようとし、そのためにドイツの造船所シッハウに3隻の新型駆逐艦を発注した。
全長60.35メートル、幅6.5メートル、吃水1.8メートル、総トン数390トンである。 形状は、中央の乾舷が極端に低く、高速で航行することと相まって、波の問題を軽減するために、乾舷が高く、長い船首の巡洋艦のような船首デザインが採用された。同時に、操縦室からの眺めを良くするために、司令塔は船首の端にできるだけ近い前方に移動された。 動力は2基の垂直3倍膨張蒸気機関で、蒸気は4基のシッハウ水管ボイラー（または「碩興」）自作水管ボイラーから供給された。 表示馬力6,500馬力（4,800キロワット）、最大速力32ノット（時速59キロメートル）で設計され、実際の海上試験では36ノット（時速67キロメートル）を記録した。
主砲は75mm砲2門、両舷に47mm機銃4門である。 魚雷兵装は2基の18インチ（457mm）魚雷発射管で、同時期のドイツ駆逐艦の3連装よりも弱かった。 

## 艦歴

### 建造から初期まで
1911年、清国政府はシッハウ造船所に駆逐艦2隻の追加発注を行った。 駆逐艦の第2陣のコードネームは当初2号と3号であったが、後に清朝政府はそれぞれ伏波と飛雲という名前を思いついた。1912年7月5日、2隻が進水したが、その時にはすでに清朝は滅亡していた。10月31日、長風、伏波、飛雲3隻が上海に戻り、11月7日、中国海軍に引き渡された。 11月14日、海軍の当時の総司令官、李鼎新は、福建造船政府が同年に建造した2隻の砲艦伏波と飛雲の名称を晴波と慶雲に改名することを提案する報告書を海軍省に提出した。 その後、北京政府は3隻すべての改名を決定し、飛雲は同安に改名された。
1912年の対袁戦争終結後、海軍は各艦に順次無線設備を改修した。 主力艦の改装後、同安と他の3隻もシーメンスデロイトルーツ受信機を設置し、そのために3隻の前部と後部のマストを持ち上げてアンテナを設置した。当時、この3隻は比較的新しく、速度も速かったため、北洋政府が偵察や通信に使用していた。 
1916年7月21日、海軍総司令官の程壁光と第一艦隊司令官の林葆懌は、上海に駐留していた5隻の軍艦を率いて南下し、その中に同安も含まれていた。 程壁光は広州に到着後、孫文を支持する電報を送り、護法艦隊が設立され、程壁光は護法軍政府福建連合海陸軍総司令官に就任した。 同年12月7日、護法軍は北伐を開始し、福建を攻撃した。豫章と同安は潮汕地区の攻撃に参加した。 
1917年末、旧広西派の広東総督であった莫栄新は、孫文側の護法軍と対立を深め、1918年1月2日、元帥府衛兵の隊員が募集中に逮捕され、多くの将校が殺害された。 これに激怒した孫文は、莫栄新を殺すために広東軍総督府への奇襲攻撃を決行した。陳炯明と程璧光は孫文の復讐を支持せず、この時、2隻の船豫章と同安は喫水が浅いため、広州市内に停泊していた。 そのため、1月3日、孫文は直接2隻の船に元帥の名で総督府を砲撃するように命じた。 2隻の船は総督府から2000メートル離れた琶洲島まで航行し、豫章は主砲で砲撃を開始したが、孫文が約束した陸軍の行動が見られなかったため、豫章は数発撃っただけで砲撃を中止した。 一方、同安の艦長である温樹徳は横から見ていただけで、砲撃さえしなかった。 その後、莫栄新は孫文に謝罪し、程璧光は吴志馨と温樹徳を解任し、豫章と同安を黃埔に戻した。
1921年4月26日夜、護国艦隊の非民軍将校の幹部会議が開かれ、民軍将校と兵士を一掃し、船を掌握することが決定された。 孫文は魚雷局局長の温樹徳を臨時総司令官に、長洲要塞司令官の陳策を副総司令官に任命した。27日、行動隊は奇襲攻撃を開始し、珠江内に駐留していた艦船と、激しい戦闘を経ずに拿捕した同安の奪取に成功した。
1922年6月16日、陳炯明と孫文は深刻な衝突を起こし、陳炯明は力ずくで孫文を追い払い、広東軍は越秀山に第二次砲撃を開始した。 豫章、同安、永豊は孫文に味方し、広東の砲台と砲火を交えた。 やがて温樹徳らは陳炯明と和平交渉を行い、24日の電報で孫文に退陣を要求した。 この時、同安は温樹徳を頼り、陳炯明が海軍に20万元の賃金を送った7月8日に正式に孫文と決別し、9日には長洲の海兵隊司令官であった孫祥夫が公然と陳炯明に離反し、10日にはまだ孫文側に忠誠を誓っていた長洲砲台に脅されていた船が砲台の封鎖線を突破し、租界に近い白鵞潭に入った。 この時、同安も白鵞潭に停泊していたため孫文側に戻り、7月末に孫文側に戻った北方遠征軍も広東軍第一師団が戦場の手前で後退したため敗走し、8月9日、事態の収拾を見た孫文は永豊から撤退して上海に向かい、豫章と同安は温樹徳のもとに帰着した。
923年1月1日、雲南、桂、広東の連合軍は会見し、共同で陳に対する戦争を開始し、1月16日に広州を攻撃した。 この時、温樹徳は不確かな壁にぶつかり、陳炯明、孫文、北京政府の間で揺れ動いていた。10月27日03時、永翔、楚豫、豫章、同安の4隻は灯火を消して広州を出港し、汕頭へ向かい、温樹徳の海圻、海琛、肇和と会見した。12月18日、温樹徳は7隻を率いて北上し、護法艦隊は解散した。
1924年1月、温樹徳は艦隊を率いて青島に向かった。 同年3月22日、同安と他の6隻の船は渤海艦隊を結成し、支流監察官の呉佩孚の直轄となった。 
1925年10月19日、直隷派の元陸軍監察官で第11師団長、第3軍の新司令官であった馮玉祥が後退し、直隷派は敗北した。 渤海艦隊は青島に残り、直隷派の張宗昌が山東を占領すると、同安を含む渤海艦隊は張宗昌のもとに亡命した。 
1927年6月、奉天東北海軍は正式に渤海艦隊を併合した。 東北海軍が渤海艦隊を併合した後、同安は青島から東北に向かう準備をしていたが、突然ボイラーが爆発した。 東北海軍は同安を諦めず、旅順の日本の造船所にボイラーを新調させようとした。 修理は完了し、時速30ノット（時速56キロ）を記録した。 南京国民政府樹立後、奉天東北海軍と閩中海軍は長い間対峙していたが、同安はこの間あまり活躍が記録されていない。
1928年12月29日、中国東北部は国旗を変更し、同安は名目上南京政府の一部となった。 それ以来、同安は渤海でのパトロールと漁業保護を任務とした。
1932年、日本軍は熱河作戦を開始した。 日本軍の天津内河からの攻撃を防ぐため、東北海軍は一部の旧式艦船の砲を解体することを決定し、艦船には砂利とセメントを満載し、自沈して河を封鎖する準備を整え、まだ使用可能な軍艦は戦闘に備えて待機していた。1933年5月、日中間の塘沽協定が調印され、武装作戦は解除された。
1937年、日中戦争が勃発し、12月18日、青島市長の沈鴻烈は焦土作戦を発動し、その夜18時、同安は青島の小港で自沈した。。

### 最期
日本軍が青島を占領した後、同安は引き揚げ修理され、北支特殊砲艦群に編入され、同春と改名された。 この時、同春の元々の砲は中国軍によってすべて撤去され、日本軍の搭載した機関砲は数も種類も不明である。
1940年、日本は汪兆銘政権と日華基本条約を締結し、12月13日に北支特殊砲艦隊は汪政権海軍に移管され、その結果、同春は刘公島を根拠地とする汪政権海軍威海海軍基地部に編入され、中佐以下の将校11名、水兵45名が配備された。
1944年11月5日、刘公島海軍訓練大隊の衛兵隊長であった鄭道済らが蜂起し、多数の日本軍将校と兵士を殺害、600人以上の一団を率いて同春と東海を拿捕し、刘公島を脱出、11月6日に威海西方の双島付近に上陸した。 1945年3月20日、同春は王政復古海軍によって退役させられた。 下船後、反乱軍は膠東軍区の海軍分遣隊として八路軍に参加し、彼らの多くは後の中華人民解放軍海軍の初期メンバーとなった。